# Erebia phorcys
Erebia phorcys är en fjärilsart som beskrevs av Freyer 1833. Erebia phorcys ingår i släktet Erebia och familjen praktfjärilar. Inga underarter finns listade i Catalogue of Life.